# Morotsbladloppa
Morotsbladloppan (Trioza apicalis) är en insektsart som beskrevs av W. Foerster 1848. Trioza apicalis ingår i släktet Trioza och familjen spetsbladloppor. Arten är reproducerande i Sverige. Inga underarter finns listade i Catalogue of Life.
Morotsbladloppan är en skadegörare som livnär sig genom att suga växtsaft från morot. Vid födointag utsöndrar morotsbladloppan saliv som innehåller en toxisk substans med en störande effekt på morotsplantans metabolism.  Angrepp leder till en sämre rottillväxt och ger upphov till krussjuka som får blasten att till färg och form likna kruspersilja. 
Även andra flockblomstriga växter som till exempel persilja och kummin kan användas som värdväxter. Men betydligt färre ägg utvecklas till fullvuxna bladloppor på dessa växter i jämförelse med morot. 
Den fullvuxna loppan är gulgrön till grön och 2,5 - 3 mm lång och har sin övervintringsplats i barrträd. Inflygning till morotsfälten sker på våren eller försommaren och kan pågå under flera veckor. 
Det anses att en aggressiv ras av morotsbladloppan utvecklades i Danmark på slutet av artonhundratalet. En ras som specialiserade sig på odlade morötter. Från Danmark spred den sig norrut in i Sverige och vidare upp mot Norge och Finland. Morotsbladloppan kan periodvis orsaka problem i morötter i Schweiz och Tjeckien men angreppen blir sällan så kraftiga och förödande som i Finland, Norge och Sverige.